# Antonella Cannarozzi
Antonella Cannarozzi é uma figurinista e designer italiana. Como reconhecimento, foi nomeada ao Oscar 2011 na categoria de Melhor Figurino por I Am Love.